# Chevrolet Evanda
Chevrolet Evanda (interne Typbezeichnung V200) war die Verkaufsbezeichnung für ein Auto des Herstellers GM Daewoo. Die Mittelklasselimousine wurde in Südkorea von Ende 1999 bis Anfang 2006 hergestellt und dort als Daewoo Magnus angeboten.

## Modellgeschichte und Modellbezeichnungen nach Märkten
In Deutschland trat der Wagen die Nachfolge des Daewoo Leganza an. Die Vorstellung des von Italdesign gestalteten Fahrzeugs als Daewoo Magnus erfolgte Ende 1999. Er wurde  von Sommer 2002 bis Ende 2004 unter dem Namen Daewoo Evanda verkauft, danach erfolgte eine Umbenennung in Chevrolet Evanda. In den Vereinigten Staaten und in Kanada wurde er zwischen September 2003 bzw. November 2003 und dem Ende des Modelljahrs 2006 auch als Suzuki Verona bzw. als Chevrolet Epica vertrieben.
Nachfolger des Evanda wurde im Februar 2006 der Chevrolet Epica.

### Bildergalerie

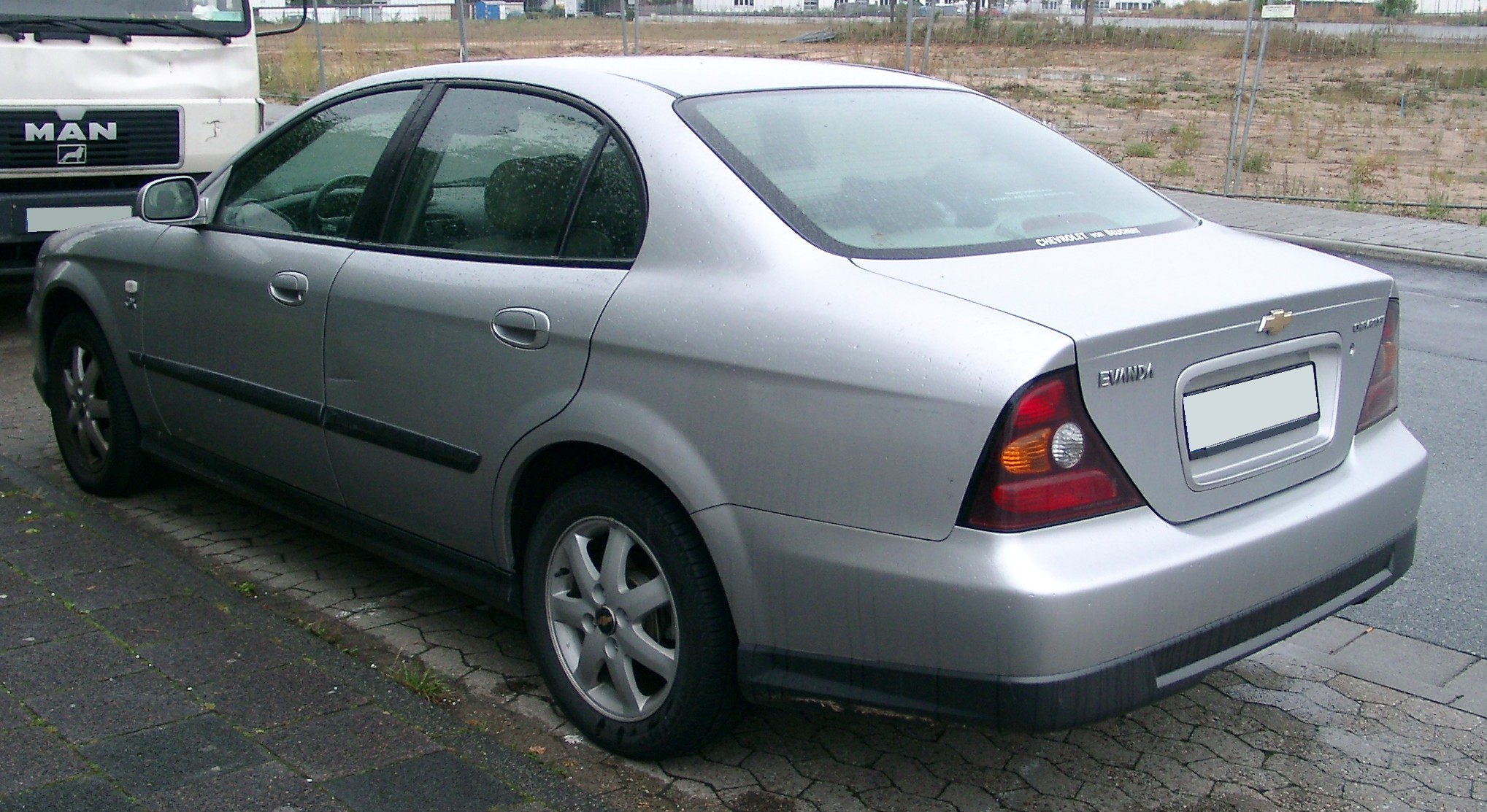
Heckansicht
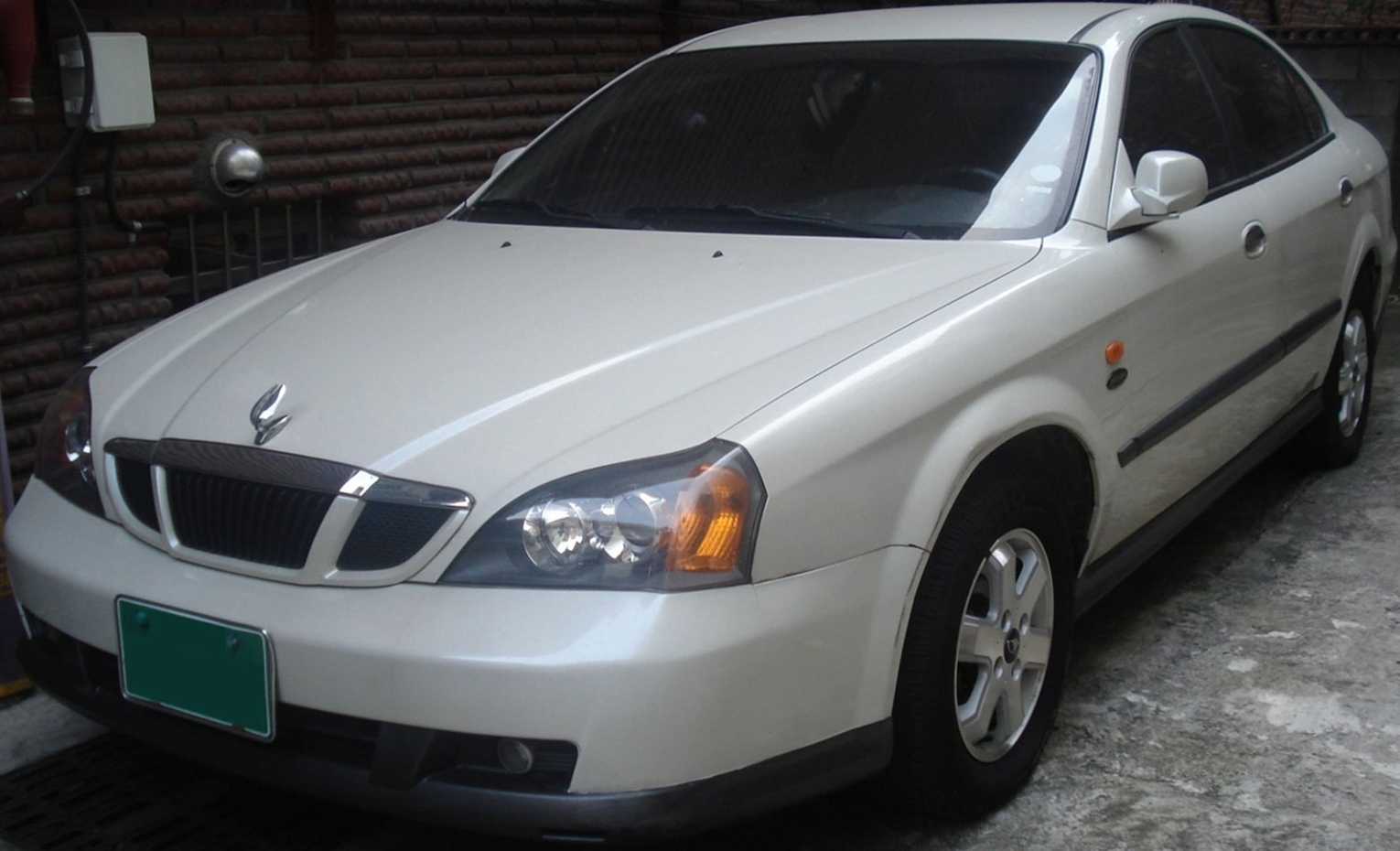
Daewoo Evanda/Magnus
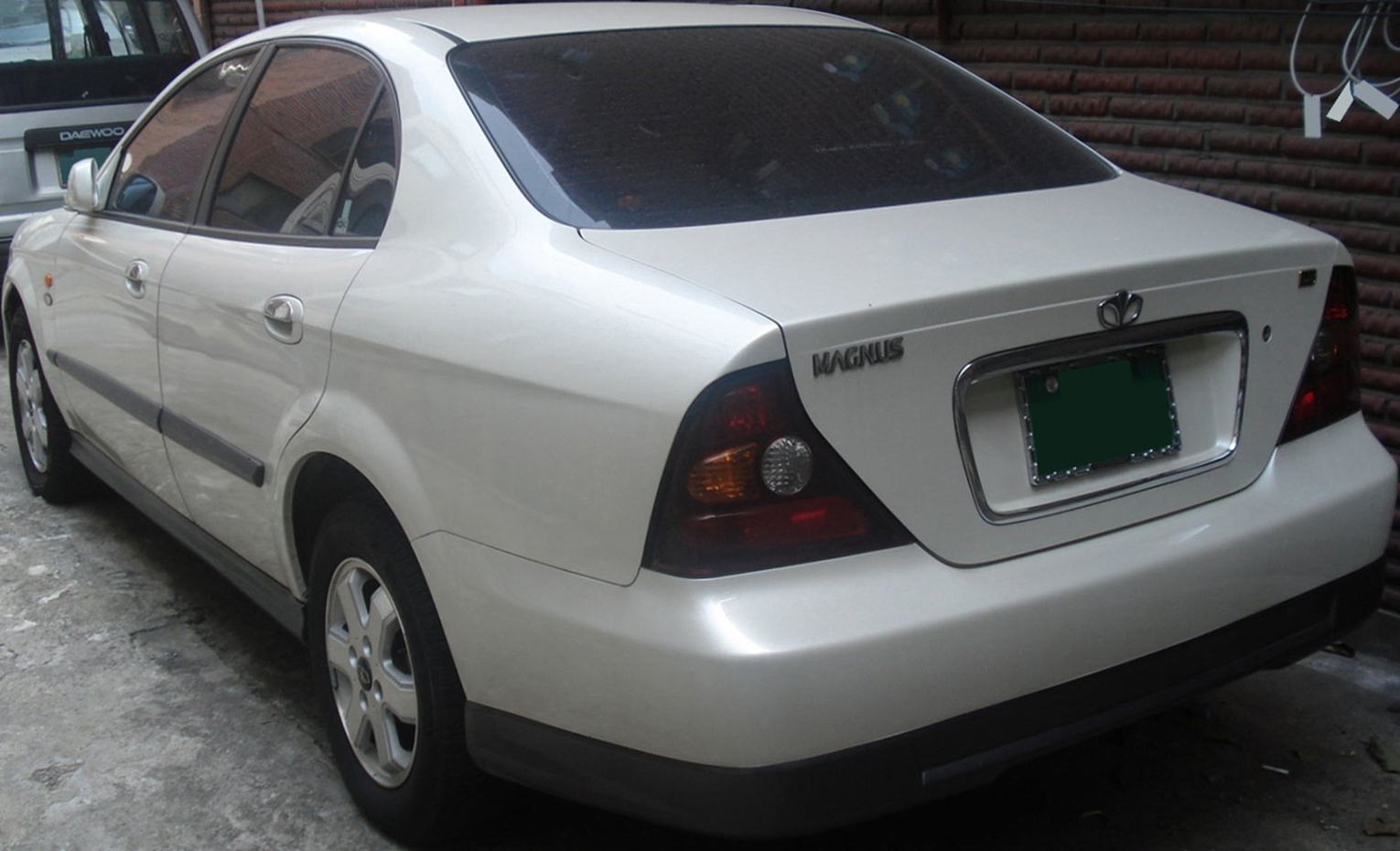
Heckansicht
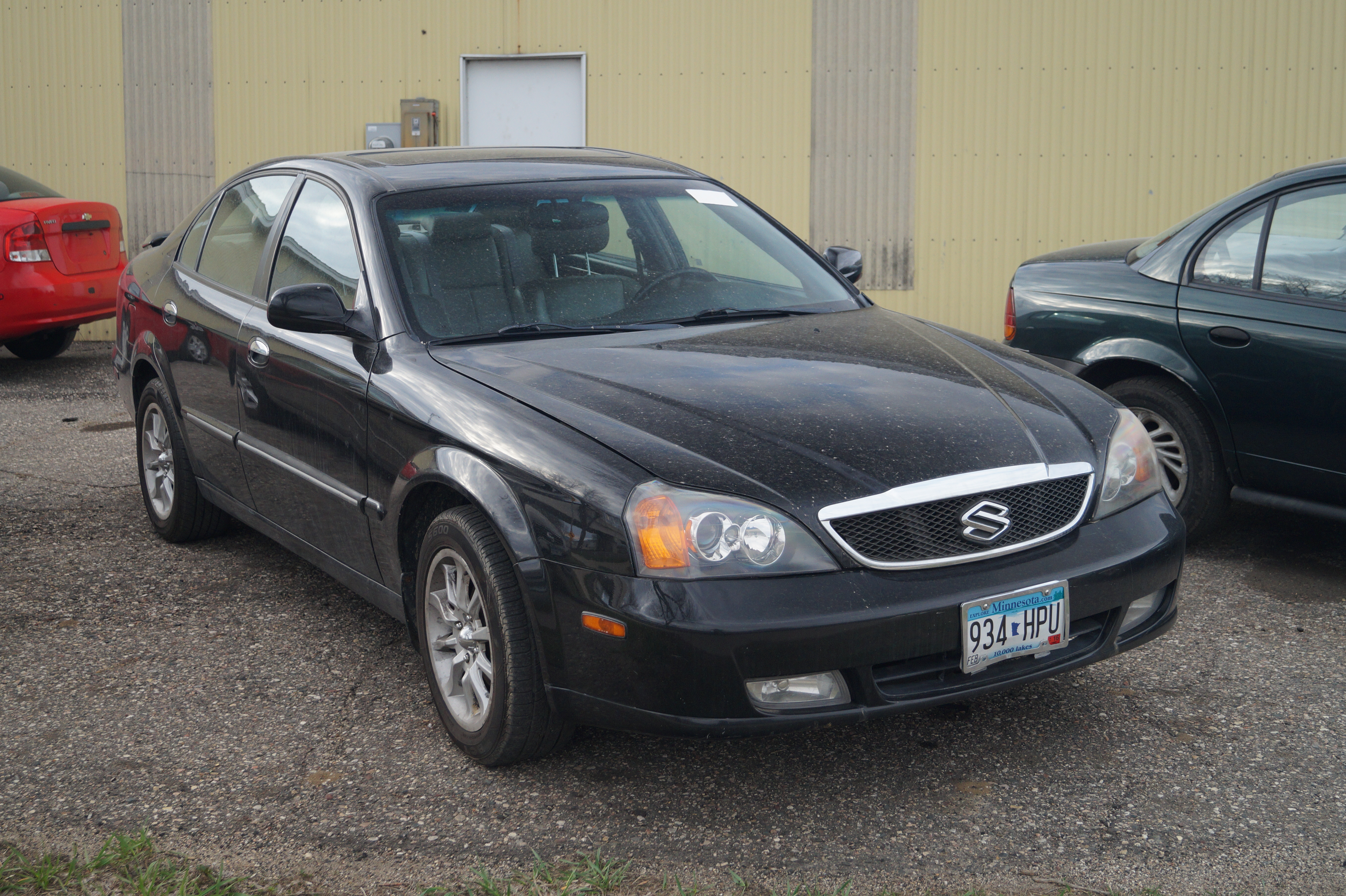
Suzuki Verona
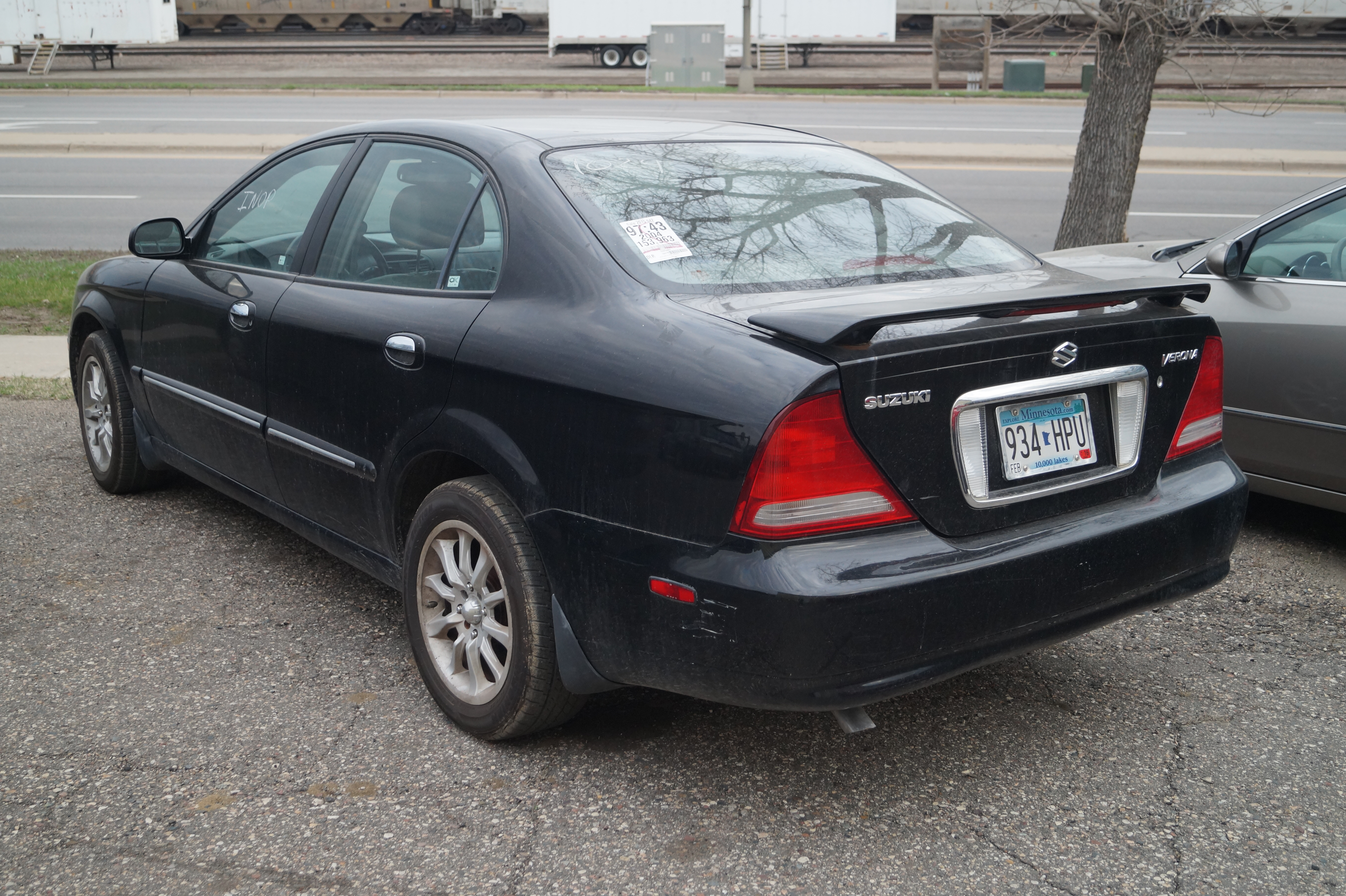
Heckansicht

## Plagiatsvorwürfe gegen Chery
Im Dezember 2003 beschuldigte GM Daewoo den chinesischen Autohersteller Chery Automobile mit dem Chery „Oriental Son“ (Chery Eastar B11) den Daewoo Magnus kopiert zu haben. Chery verteidigte sich damit das Fahrzeug auf Basis eigener Patente entwickelt zu haben.

## Technik
In Europa wurde der Chevrolet Evanda ausschließlich mit dem 96 kW (131 PS) starken Zweiliter-Vierzylinder-Motor ausgeliefert, dem im Frühjahr 2005 eine Autogas-Version folgte. In Asien und Nordamerika gab es auch andere Leistungsstufen des gleichen Motors sowie einen Sechszylindermotor mit 2,5 Liter Hubraum.

## Technische Daten
| Modell                          | 2.0                   | 2.0                        | 2.0                   | 2.5                        |
| ------------------------------- | --------------------- | -------------------------- | --------------------- | -------------------------- |
| Motorart                        | Ottomotor             | Ottomotor                  | Ottomotor             | Ottomotor                  |
| Motorbauart                     | R4                    | R4                         | R4                    | R6                         |
| Hubraum in cm³                  | 1998                  | 1998                       | 1998                  | 2492                       |
| max. Leistung in kW (PS)        | 85 (116) bei 5200     | 96 (131) bei 5400          | 109 (148) bei 5400    | 115 (155) bei 5200         |
| max. Drehmoment in Nm           | 178 bei 4000          | 181 bei 4200               | 192 bei 4000          | 240 bei 4000               |
| Höchstgeschwindigkeit in km/h   | 190                   | 200 [190]                  | 206                   | 210–220                    |
| Beschleunigung, 0–100 km/h in s | –                     | 9,8 [11,8]                 | –                     | –                          |
| Getriebe, serienmäßig           | 5-Gang-Schaltgetriebe | 5-Gang-Schaltgetriebe      | 5-Gang-Schaltgetriebe | 4-Stufen-Automatikgetriebe |
| Getriebe, optional              | –                     | 4-Stufen-Automatikgetriebe | –                     | –                          |
| CO2-Emissionen in g/km          | -                     | 213 [241]                  | –                     | –                          |
| Tankinhalt                      | 65                    | 65                         | 65                    | 65                         |

- Werte in eckigen Klammern für Fahrzeuge mit Automatikgetriebe